# Cadel Evans Great Ocean Road Race 2016
Cadel Evans Great Ocean Road Race 2016 var den 2. udgave af cykelløbet Cadel Evans Great Ocean Road Race. Løbet var en del af UCI Oceania Tour-kalenderen i kategorien 1.HC og blev arrangeret 31. januar 2016. Løbet blev vundet af Peter Kennaugh fra Team Sky.

## Hold og ryttere
| UCI WorldTeams (9)- BMC Racing Team - Dimension Data - IAM Cycling - Katusha - Lotto NL-Jumbo - Lotto-Soudal - Orica-GreenEDGE - Sky - Trek-Segafredo UCI Professionelle kontinentalthold (4)- Drapac - Nippo-Vini Fantini - Team Novo Nordisk - UnitedHealthcare UCI Kontinentalhold (7)- Attaque Team Gusto - Avanti IsoWhey Sports - Data3 Cisco Racing-Scody - JLT Condor - Kenyan Riders Downunder - St George Merida Cycling Team - State of Matter MAAP Landshold- Australien |
| |

### Danske ryttere
- Lars Bak kørte for Lotto-Soudal

## Resultater
| Nr. | Rytter                  | Hold               | Tid        |
| --- | ----------------------- | ------------------ | ---------- |
| 1   | Peter Kennaugh (GBR)    | Team Sky           | 4t 04' 59" |
| 2   | Leigh Howard (AUS)      | IAM Cycling        | + 6"       |
| 3   | Niccolò Bonifazio (ITA) | Trek-Segafredo     | + 6"       |
| 4   | Pim Ligthart (NED)      | Lotto-Soudal       | + 6"       |
| 5   | Simon Gerrans (AUS)     | Orica-GreenEDGE    | + 6"       |
| 6   | Nathan Haas (AUS)       | Dimension Data     | + 6"       |
| 7   | Aleksej Tsatevitj (RUS) | Team Katusha       | + 6"       |
| 8   | Ben Swift (GBR)         | Team Sky           | + 6"       |
| 9   | Enrico Battaglin (ITA)  | Team LottoNL-Jumbo | + 6"       |
| 10  | Dion Smith (NZL)        | ONE Pro Cycling    | + 6"       |